# Attentat de Damas du 10 mai 2012
Pour les articles homonymes, voir attentat de Damas.
L'attentat de Damas du 10 mai 2012 a lieu lors de la guerre civile syrienne.

## Déroulement
Le matin du 10 mai 2012, deux voitures piégés explosent devant un siège de la Sécurité, dans le quartier de Qazaz, au sud de Damas. Selon le ministère syrien de l'Intérieur, les véhicules contenaient plus d'une « tonne d'explosifs », ils ont explosé à une minute d'intervalle, et étaient conduits par des kamikazes. Selon l'Observatoire syrien des droits de l'homme, la plupart des victimes sont « des agents de sécurité ».

## Revendication
L'attentat est revendiqué le 12 mai par le Front al-Nosra, qui affirme avoir mené, « en réponse au bombardement du régime des quartiers résidentiels des provinces de Damas, d'Idleb, de Hama, de Deraa, et autres », une « opération militaire à Damas contre les repaires du régime, ayant visé la branche Palestine des services de sécurité »,. L'Armée syrienne libre nie toute implication et le Conseil national syrien va jusqu'à accuser le régime d'avoir mis en scène les attentats en déclarant que : « Le régime vole ainsi les dépouilles de martyrs et les placent sur les lieux des attaques ».

## Bilan humain
L'attentat fait 55 morts et 372 blessés selon un bilan donné le jour même de l'attaque par la télévision d'État syrienne,. Cependant en 2016, l'AFP rapporte que l'attentat avait fait 112 morts.